# Listă de filme idol: U
Aceasta este o listă de filme idol în ordine alfabetică. Vedeți Listă de filme idol pentru lista principală.
| Film                                          | An   | Regizor            | Surse        |
| --------------------------------------------- | ---- | ------------------ | ------------ |
| Uchū Daikaijū Girara (The X from Outer Space) | 1967 | Kazui Nihonmatsu   | [ 1 ]        |
| UHF                                           | 1989 | Jay Levey          | [ 2 ]        |
| Unbreakable                                   | 2000 | M. Night Shyamalan | [ 3 ]        |
| Universal Soldier                             | 1992 | Roland Emmerich    | [ 4 ]        |
| Unsichtbare Gegner (Invisible Adversaries)    | 1977 | Valie Export       | [ 5 ] [ 6 ]  |
| Up in Smoke                                   | 1978 | Lou Adler          | [ 7 ]        |
| Urgh! A Music War                             | 1982 | Derek Burbidge     | [ 8 ]        |
| L'Urlo (The Howl)                             | 1970 | Tinto Brass        | [ 9 ] [ 10 ] |
| Used Cars                                     | 1980 | Robert Zemeckis    | [ 11 ]       |